# Pour les autonomies
Pour les autonomies (en italien : Per le Autonomie) est un groupe parlementaire italien au Sénat de la République. 
Fondé à partir de la XIVe législature, subsistant par la suit avec des dénominations et des compositions variables, il représente des partis régionalistes ou des minorités linguistiques (principalement SVP et PATT dans le Trentin-Haut-Adige et Union valdôtaine dans la Vallée d'Aoste, qui à la Chambre des députés constituent généralement la composante des minorités linguistiques au sein du groupe mixte).

## Histoire
Le groupe est en mai 2001 par six sénateurs représentant les régions autonomes à statuts spéciaux du nord du Trentin-Haut-Adige (composé de deux provinces autonomes, le Trentin et le Tyrol du Sud) et de la Vallée d'Aoste, deux sénateurs de Démocratie européenne (DE) et des sénateurs à vie Giulio Andreotti (démocrate-chrétien de longue date, qui est également membre de DE) et Gianni Agnelli. Helga Thaler Ausserhofer, qui a également servi comme première présidente du groupe, et Andreotti, ont joué un rôle essentiel dans la formation du groupe : les deux ont formé une amitié et un lien politique fort, malgré leurs origines géographiques et politiques différentes,.

## Composition actuelle
La composition du groupe pour la XIXe législature est la suivante:
| Parti | Parti                        | Idéologie principale | Sénateurs |
| ----- | ---------------------------- | -------------------- | --------- |
|       | Parti populaire sud-tyrolien | Régionalisme         | 2         |
|       | Le Sud appelle le Nord       | Régionalisme         | 1         |
|       | Campobase                    | Régionalisme         | 1         |
|       | Parti démocrate              | Social-démocratie    | 1         |
|       | Indépendants                 | Indépendants         | 2         |
| Total | Total                        | Total                | 7         |